# Bogdan Gheorghiu
Bogdan Gheorghiu (n. 1 iulie 1975, Fălticeni, Suceava, România) este un deputat român, ales în 2016 și reales în 2020 din partea Partidului Național Liberal, în circumscripția electorală nr. 35 Suceava. Între 4 noiembrie 2019 și 25 noiembrie 2021 a fost Ministrul Culturii în primul și în al doilea guvern guvern condus de Ludovic Orban, precum și în guvernul Florin Cîțu. În această calitate, a gestionat sectorul cultural și creativ în perioada crizei generate de pandemia de COVID-19. 
Face parte din Comisia pentru cultură, arte, mijloace de informare în masă și din grupurile de prietenie cu parlamentele Republicii Irlanda și a Regatului Țărilor de Jos (Olanda).

## Principalele realizări din perioada mandatelor de Ministru al Culturii
În februarie 2020, Ministerul Culturii o desemna pe Irina Rimes ca ambasador onorific al Zilei Constantin Brâncuși 2020, sărbătorită la 19 februarie. Această numire a trezit controverse în spațiul public, dar a contribuit la o mediatizare fără precedent a evenimentului, reușind să îl promoveze în rândul unui public mai larg, având un impact important în tentativa de a atrage tinerii spre fenomenul cultural.
Bogdan Gheorghiu a susținut includerea peisajului minier Roșia Montană în patrimoniul mondial UNESCO. La data de 31 ianuarie 2020, Ministerul Culturii a anunțat reluarea procedurii de înscriere a Roșiei Montane în patrimoniul UNESCO. În cadrul celei de a 44-a sesiuni extinse a Comitetul Patrimoniului Mondial al UNESCO, la data de 27 iulie 2021, la Fuzhou, China, a fost admisă candidatura sitului Roșia Montană pentru a fi adăugat pe lista siturilor protejate de instituție.
La 25 martie 2021, România se afla printre cele 8 țări care au depus dosarul multinațional „Tradițiile de creștere a cailor lipițani” pentru înscrierea în Lista reprezentativă a elementelor de patrimoniu cultural imaterial a umanității UNESCO. Un an mai târziu, la 29 martie 2021, împreună cu Republica Moldova, România a depus dosarul „Arta cămășii cu altiță - element de identitate culturală în România și Republica Moldova” pentru înscrierea în Lista reprezentativă a elementelor de patrimoniu cultural imaterial a umanității UNESCO. La data de 1 decembrie 2022, în cadrul celei de-a 17-a sesiuni a Comitetului Interguvernamental al UNESCO pentru salvgardarea patrimoniului cultural imaterial care s-a desfășurat la Rabat, Maroc, au fost adoptate deciziile privind înscrierea ambelor elemente pe Lista reprezentativă a patrimoniului cultural imaterial al umanității.
Eforturile depuse pentru conservarea și promovarea patrimoniului cultural național pe durata mandatelor sale ca ministru al culturii sunt evidențiate și de deschiderea către public a Muzeului Național „Constantin Brâncuși”, la data de 19 februarie 2020 și prin înființarea a două alte muzee. Inaugurarea Muzeului Național Brătianu, la Ștefănești, în conacul familiei Brătianu, considerat kilometrul zero al liberalismului în România, a avut loc la 24 mai 2020. La data de 4 decembrie 2020, Guvernul Orban a aprobat Hotărârea privind Organizarea și funcționarea Muzeului Ororilor Comunismului în România.
Realizarea unui nou acord de împrumut între România și Banca de Dezvoltare a Consiliului Europei (BDCE) pentru susținerea proiectului privind reabilitarea patrimoniului construit și modernizarea unor clădiri culturale din România a reprezentant o prioritate pe parcursul mandatelor ca Ministru al Culturii. Memorandumul privind acordul de împrumut cu BDCE pentru infrastructura din cultură a fost aprobat de Guvern în noiembrie 2020. În octombrie 2021 a avut loc aprobarea memorandumului pentru începerea negocierii efective a acordului de împrumut, în baza aprobării Consiliului de Administrație BDCE a cererii, pentru ca, în aprilie 2021, Ministerul Culturii să anunțe aprobarea memorandumului de încheiere a negocierii acordului de împrumut. Acordul cadru de împrumut cu BDCE, în valoare de 216 milioane euro, avea să fie semnat în iunie 2020. Finanțarea reprezintă 80% din suma de 270 milioane euro necesară pentru susținerea realizării proiectării și execuției lucrărilor pentru opt obiective de investiții în scopul restaurării complete a șase monumente istorice emblematice pentru România, precum și reabilitarea și construirea unor spații adecvate pentru desfășurarea și diversificarea activităților culturale. Astfel, ar urma să fie restaurate 6 monumente istorice: Muzeul Național de Istorie a României, din București, Teatrul Național și Opera Națională Română din Cluj-Napoca, Vila „Florica” de la Ștefănești, județul Argeș, Conacul „Vârnav Liteanu” de la Liteni, județul Suceava, Vila „Ion I.C. Brătianu” din București, sediu al Serviciului Colecții Speciale al Bibliotecii Naționale a României, Muzeul Național al Revoluției Anticomuniste din Decembrie 1989, din Timișoara. De asemenea, va fi reabilitată clădirea Teatrului Național „Marin Sorescu” Craiova și va fi construită o nouă sală de concerte destinată Operei Naționale Române Iași.
Pe durata mandatelor sale de ministru, Compania Națională a Imprimeriilor Coresi, care are în administrare celebra clădire numită Casa Presei Libere (fosta Casa Scânteii) a desfășurat o procedură complexă pentru ieșirea din insolvență, reușind să depășească provocările economice. În același timp, aceasta a rămas un actant economic puternic pe piața tipografiilor, fiind foarte aproape de a ieși din insolvență.
Tot în calitatea sa de ministru, Bogdan Gheorghiu a decis ca Sala Mare a Teatrului Național București să fie redenumită Sala Ion Caramitru, în onoarea marelui artist.

## Activitatea de deputat
În septembrie 2022, Bogdan Gheorghiu a depus o inițiativă parlamentară pentru a institui anul 2023 ca Anul Ciprian Porumbescu. Propunerea legislativă a fost adoptată de Camera Deputaților cu 176 de voturi pentru și 82 de abțineri. La data de 12 ianuarie 2023 legea a fost promulgată de Președintele României, Klaus Iohannis. Potrivit actului normativ, Parlamentul, Administrația Prezidențială, Guvernul, autoritățile administrației publice centrale și locale, precum și instituțiile publice aflate în subordinea sau coordonarea acestora pot aloca fonduri din bugetele proprii, pentru a organiza sau sprijini logistic și/sau financiar, manifestările culturale, artistice, educaționale sau programele de promovare organizate în limita alocărilor bugetare aprobate. 